# Подводные лодки проекта 205
Подводные лодки проекта 205 (нем. Klasse 205) — серия германских дизель-электрических подводных лодок. Подводные лодки проекта 205 явились развитием проекта 201, появившимся в результате обнаружившихся только после ввода лодок в строй проблем с немагнитным сплавом, из которого были изготовлены их корпуса. Также лодки проекта 205 отличались от своих предшественников изменёнными рубкой и расположением кормовых рулей. Восемь первых лодок проекта 205, U4 — U12, были изначально заложены по проекту 201, но после выявленных проблем их строительство было остановлено. U4 — U8, находившиеся в наибольшей степени готовности, были введены в строй с оловянным внешним покрытием корпусов и имели существенные ограничения по режимам плавания, поэтому использовались только в роли учебных и были пущены на слом в 1970-е годы. U9 — U12, а также U1 и U2 были построены уже с корпусами из нового немагнитного сплава, не имевшего проблем с коррозией. Оптимизированные для плавания в мелких водах Балтийского моря, подводные лодки проекта 205 оставались на вооружении ВМС Германии параллельно с более совершенными лодками проекта 206, разработанными на их базе, вплоть до 2000-х годов, когда последние представители типа 205 были сняты с вооружения и пущены на слом или превращены в музейные корабли. Две лодки были построены для Дании в 1968-69 годах (с некоторыми изменениями), стали известны как тип «Нарвален» и прослужили в датском флоте до начала 2000-х.

## Представители
| Название | Тактический номер | Спуск на воду    | Ввод в строй    | Статус                             |
| -------- | ----------------- | ---------------- | --------------- | ---------------------------------- |
| U-4      | S 183             | 25 августа 1962  | 19 ноября 1962  | пущена на слом в 1977              |
| U-5      | S 184             | 20 ноября 1962   | 4 июля 1963     | пущена на слом в 1975              |
| U-6      | S 185             | 30 января 1963   | 4 июля 1963     | пущена на слом в 1977              |
| U-7      | S 186             | 10 апреля 1963   | 16 марта 1964   | пущена на слом в 1976              |
| U-8      | S 187             | 19 июня 1963     | 22 июля 1964    | пущена на слом в 1977              |
| U-9      | S 188             | 20 октября 1966  | 11 апреля 1967  | музейный корабль с 19 августа 1993 |
| U-10     | S 189             | 5 июня 1967      | 28 ноября 1967  | музейный корабль с 16 февраля 1993 |
| U-11     | S 190             | 9 февраля 1968   | 21 июня 1968    | музейный корабль с 30 октября 2003 |
| U-12     | S 191             | 10 сентября 1968 | 14 января 1969  | пущена на слом в 2005              |
| U-1      | S 180             | 17 февраля 1967  | 6 июня 1967     | пущена на слом в 1991              |
| U-2      | S 181             | 15 июля 1966     | 11 октября 1966 | пущена на слом в 1993              |

| Название      | Тактический номер | Спуск на воду    | Ввод в строй    | Статус                |
| ------------- | ----------------- | ---------------- | --------------- | --------------------- |
| «Нарвален»    | S320              | 10 сентября 1968 | 27 февраля 1970 | пущена на слом в 2003 |
| «Нордкапарен» | S321              | 18 декабря 1969  | 22 декабря 1970 | пущена на слом в 2004 |